# Марьинка (усадьба)
Марьинка — усадьба, расположенная в селе Марьинка Ступинском районе Московской области.

## История
Усадьба известна с начала XVIII века. Сельцо Марьинка с господским двором принадлежала Бутурлиным с XVII века, один из ранних известных владельцев из этого рода - стольник и воевода Емельян Иванович Бутурлин . В 1748 году (храмозданная грамота получена в 1745 году ) на средства Д. И. Бутурлина была построена церковь Воздвижения Креста Господня из белого камня в стиле барокко, в первой половине XIX века у церкви были расширены приделы в западную сторону, после возведена трехъярусная колокольня в стиле ампир. По преданию, на месте, где сейчас стоит церковь, преподобный Сергий Радонежский проводил войско Великого князя Д. Донского на Куликовскую битву. Во второй половине XVIII века при видном масоне Д. И. Бутурлиным усадьба была перестроена и более напоминала дворец, архитекторами проекта были, как считается, В. И. Баженов и М. Ф. Казаков. На протяжении почти всего XVIII века усадьбой владел Д. И. Бутурлин, который в конце жизни перестроил её в псевдо-готическом стиле. Бутурлины владели усадьбой до второй половины XIX века, во второй половине XIX века имение было продано сначала неким купцам, затем - старообрядцам. В 1904 году усадьбу приобрел московский купец, потомственный почетный гражданин Иван Гаврилович Чижов, в 1908 году его вдова Евдокия Филипповна продала усадьбу жене гражданского инженера Вере Владимировне Перцовой (ее муж - один из владельцев дома Перцова в Санкт-Петербурге), которая стала последней владелицей усадьбы . В советское время церковь разграбили, памятник героям Куликовской битвы был снесён.
От усадебного комплекса сохранились конный двор с кирпичными одноэтажными службами, состоящие из двух корпусов в готическом стиле 1780-х годов, аллея за конным двором, которая вела до парадных ворот, липовый парк с системой прудов, церковь Воздвижения Креста Господня 1748 года постройки в стиле барокко с колокольней. На 2003 год церковь находится в полуразрушенном состоянии, по её восстановлению ведутся работы. Главный усадебный дом, театр и садовые сооружения утрачены. Уцелевшие строения усадьбы огорожены бетонным забором и находятся на территории детского оздоровительного лагеря.